# Milja Marin
Milja Marin, rojena Toroman, jugoslovanska partizanka, * 1926, † 10. november 2007, Prijedor, Bosna in Hercegovina.
Znana je po svojem portretu »Kozarčanka« ki ga je naredil Georg Skrigin. 
Milja Toroman je bila bolničarka v 11. kozaraški brigadi. Fotografija Žorža Skrigina je nastala v Knežpolju leta 1943. Leta 1946 je se v vasi Kriva Rijeka pod Kozaro poročila z Perom Marinom, dobitnikom Partizanske spomenice.
Po vojni je fotografija Milje Marin postala znana, ker so jo uporabljali v učbenikih, kot tudi na platnicah albuma skupine Merlin Teško meni sa tobom (a još teže bez tebe).